# Руђер де Флор
Рутгер Блум, познатији као Руђер де Флор (кат. Roger de Flor; Бриндизи, 1266 - Хадријанопољ, 5. април 1305) био је вођа арагонских плаћеника, алмогавера који су се борили у служби византијског цара Андроника II против Турака.
Његов отац је био Немац, Рихард Блум, чувар царских јастребова у служби цара Фридриха II а мајка му је била Италијанка, кћерка богатог трговца из Бриндисија. Када је имао само годину дана Руђер је остао сироче јер му је отац погинуо у служби краља Конрадина против краља Карла I Анжувинца што му је затворило све могућности напредовања на друштвеној лествици. Међутим, имао је среће те га је усвојио један витез Темплар. Врло брзо се показао као вешт морнар и борац, и углед му је растао међу Темпларима, те је брзо постао командант флоте галија које су вршиле патролу по Медитерану.
Године 1291. учествује у последњем крсташком рату у Светој земљи, где је имао за задатак да спасе хиљаде хришћана из града Сан Хуан де Акре у Палестини, који се налазио под муслиманском опсадом. Подухват се завршио успешно, међутим, бива оптужен за крађу драгоцености из темпларске ризнице. Овај прекршај, иако никада доказан, начинио је од Руђера де Флора бегунца од правде који је био осуђен на вечито лутање по Медитерану.
Годинама је радио као плаћеник за различите дворове и господаре, док на крају није стигао до Арагона, где се први пут срео са алмогаверима, плаћеницима у служби сицилијанског краља, Федерика II. Убрзо постаје њихов командант, а краљ Федерико II га проглашава вицеадмиралом своје флоте са којом постиже запажене успехе у борбама против краља Карла II од Напуља.
Након што је склопљен Мир у Калтабелоти 1302. године, Руђер де Флор и алмогавери су добили нову понуду од византијског цара, Андроника II Палеолога коме су били потребни ратници за борбу против Турака који су све више надирали из Мале Азије и сваким даном постајали све већи проблем и опасност за Византијско царство. Са 4.000 алмогавера и 1.500 коњаника на 39 галија, Руђер се упутио ка грчким обалама где је учествовао у суровим биткама које су на крају натерале Турке да се повуку са врата Византијског царства. Руђер де Флор и његови алмогавери су постали легенда, а цар Андроник II му је из захвалности доделио титулу мега дуке, а нешто касније му је доделио и титулу цезара и оженио га својом сестричином Маријом,.
Такав успех је изазвао завист међу Византинцима, а понајвише код принца престолонаследника Михајла, сина цара Андроника II, који је видео угроженим не само престо, него и сопствени живот, те је 1305. године, организовао убиство цезара Руђера де Флора. Дана 5. априла 1305. године, цезар Руђер де Флор је убијен у Адријанопољу на превару, а са њим је побијено још 130 алмогавера који су дошли са њим у пратњи. Истовремено су били побијени алмогавери у још неким грчким градовима, а главнина је била сатерана у граду Галипољу. Изазвани овом нечувеном издајом, алмогавери су без милости почели да пустоше грчке градове. Овај догађај у историји је познат као "каталонска освета", која и дан данас живи у народном сећању на просторима Грчке.
Руђер де Флор је постао веома популаран међу својим савременицима захваљујући Хроници Рамона Мунтанера. Био је инспирација Ђоаноту Марторељу за главни лик романа Тирант Бели кат. Tirant lo Blanc).

## Порекло
Роже де Флор (Италијански: Ruggiero da Fiore; Немачки: Rutger von Blum; Шпански: Ruggero Flores) био је витез темплар, авантуриста и вођа Каталонске компаније који је живео крајем 13. и почетком 14. века. Ожењен Маријом Асен Палеолог, ћерком цара Јована Асена III.
Роже де Флер је рођен 1267. године у граду Бриндизи, Краљевина Сицилија, као други син сицилијанске племкиње и немачког соколара Рихарда фон Блума (Рицхард вон Блум) у служби цара Фридриха II Хоенштауфена. Одатле потиче презиме де Флор, јер "Блуме" на немачком значи цвет. Роџер има старијег брата по имену Џејкоб. Његов отац је умро само годину дана након његовог рођења у бици код Таљакоца између армија краља Конрадина Хоенштауфена и грофа Карла I Анжујског. Мали Роџер је одрастао под старатељством своје мајке у Бриндизију.

## Морнар и Темплар
Тек са осам година Роџер де Флор је примљен у службу на једном од темпларских бродова, који су стали да презиме у његовом родном граду Бриндизију. Касније је примљен у ред и постао капетан темпларске галије „Ел Фалкон” или „Соко”. Као темплар, Роџер је отишао у Свету земљу и постао један од најискуснијих познавалаца поморских и војних послова. Године 1291. Роџер де Флор је заједно са својим бродом учествовао у евакуацији стотина хришћана из Акре, коју је опседао египатски султан. Натоварио је „Сокола” са много људи са великим богатством и превезао их у хришћанску тврђаву Пелегрин, коју још нису заузели Мамелуци. Након пада Акре, Роџера су његови непријатељи представили великом мајстору Жаку де Молеу као лопова и издајника који је стекао богатство од спашених породица. Као резултат тога, и под претњом казне, Роџер је напустио свој брод у луци Марсеј и отишао у Ђенову. Тамо је узео зајам од Тицијана Дорија, купио брод „Ла Оливета“ и започео нову каријеру пирата.

## Кондотијер
Борба за превласт између Краљевине Арагона и Краљевине Напуља за острво Сицилију дала је прилику младом капетану Роџеру де Флору да се појави као један од најбољих плаћеника у овом делу Медитерана. Роџер је у почетку понудио брод и своје услуге напуљском краљу Роберту, који то није прихватио. Тада је Роџер одлучио да ступи у службу краља Фрeдерику од Арагона. За услуге које је Роџер де Флор пружио краљу Фредерику, овај му је доделио титулу вицеадмирала. Пиратске активности Роџера де Флора у Месинском мореузу донеле су му знатне зараде, а убрзо је опремио још галија и платио каталонским плаћеницима и Алмогаверима који су постали део његове војске. Године 1302. миром у Калтабелоти окончан је и рат између Напуља и Арагона. Краљ Фредерик жели да ослободи Сицилију присуства најамничке војске, која му више није потребна, па су Роџер де Флор и његови људи остали без посла. Међутим, убрзо се у Византији указала нова прилика.

## Каталонска компанија
После коначног завршетка Анжујско-арагонског рата Калабелотским миром и успостављања Сицилије под влашћу арагонске династије, каталонски плаћеници су били без посла и тражили су ново поље изражавања. Византијски цар Андроник II Палеолог прихватио је предлог тзв. Каталонске чете и крајем 1303. године, Роже де Флор је стигао у Цариград на челу са 6.500 људи у борби против Турака који су угрозили Малу Азију.
Византијски цар Андроник II Палеолог ангажовао га је, заједно са његовом војском Каталонаца и Алмогавара, да помогне, малоазијској Филаделфији – град у Малој Азији, коју су опседали Турци. Да би мотивисао Роџера де Флора, цар Андроник II га је оженио са својом сестричином и прогласио мега дуксом Византијског царства. Тако се де Флор оженио блиском царском рођаком – бугарском принцезом Маријом Асен Палеолог, ћерком цара Јована Асена III и царице Ирине – по пореклу Византинка, сестра цара Андроника II. Величанствени обред венчања, према летопису, обављен је у Великом цариградском храму „Света Софија“, а обављена су два брачна обреда – по црквенословенском православном обреду и по католичком.  Године 1308. сестра принцезе Марије Асенине - Теодора Асенина - такође се удала за једног од вођа Алмогавара - Дон Ферана Хименеза д'Онеса, пријатеља и сарадника Роџера де Флора. (Након његове смрти принцеза Теодора Асенина д'Онес се удала други пут за византијског генерала Манојла Тагариса).
Роџер де Флор је препловио Мраморно море и започео поход против Османлија, наневши им поразе на мору и копну. Заузео је Кизик, Анкиру и Филаделфију узастопно, али је поражен у опсади Магнезије.
Цар Андроник II Палеолог је 1304. године, наградио Руђера титулом цезара.
Роџера де Флора је 30. априла 1305. године, у Адријанопољу убио цар - савладар Михаило IX Палеолог.

## Породица
Године 1303. де Флоре се оженио прогнаном принцезом Маријом Асен Палеолог (1287 – 1314), ћерком бившег бугарског цара Јована Асена III и царице Ирине Палеолог.
Њихов брак је трајао мање од две године до Роџерове смрти. цезариса Марија Асенина је родила сина који је носио очево име – Роже де Флор (1304 – 1345).